# Salis Verlag
Der Salis Verlag war ein Schweizer Buchverlag für deutschsprachige Belletristik und populäres Sachbuch mit Sitz in Zürich. Der Verlag existierte von 2007 bis 2019.
Der Salis Verlag wurde 2007 von André Gstettenhofer zusammen mit Mara Züst und Alex Oeschger gegründet. 2019 ging der Salis Verlag nach einer Fusion mit der Elster Verlagsbuchhandlung AG als Imprint im neuen Verlag Elster & Salis auf.

## Geschichte
In den frühen Jahren erschienen bei Salis zahlreiche Bücher, die wegen ihrer Gestaltung und ihrem Inhalt rezipiert und ausgezeichnet wurden. Unter diesen «Hardau: Claro que sí, c’est çomme ça, c’est la vie» von Julia Ambroschütz und Jeannine Herrmann, oder das von Walter Keller herausgegebene «Ein Tag im Leben von», die beide von der Stiftung Buchkunst als «Schönste Deutsche Bücher» ausgezeichnet wurden.
Literarisch sorgte 2008 der Debütroman «Irrgast» von Mireille Zindel für eine breite Aufmerksamkeit. Ebenfalls beim Salis Verlag erschien der Bestseller «Silano – Der Jahrhundert-Postraub» von Domenico Silano und Patrik Maillard. Mit Erica Matiles «Vom Fleck weg – Rund 1'000 Tipps und Tricks für unser tägliches Leben» gelangte ein weiteres Buch aus dem Salis Verlag in die Top Ten der Schweizer Sachbuch-Bestseller.
2009 war der Verlag Mitinitiator der Hotlist, dem jährlich vergebenen Buchpreis der unabhängigen Verlage.
Das wirtschaftspolitische Sachbuch «Rohstoff – Das gefährlichste Geschäft der Schweiz», das 2012 erschien, verkaufte sich über 10’000mal. Der Debütroman «Land spielen» von Daniel Mezger etablierte Salis im gleichen Jahr als literarisch ambitionierten Verlag.
Mit Thomas Meyers Debütroman: «Wolkenbruchs wunderliche Reise in die Arme einer Schickse», erschien ebenfalls im Jahr 2012 eines der erfolgreichsten und meistverkauften deutschsprachigen Debüts der 2010er-Jahre. Der Roman verkaufte sich über 200'000mal, war insgesamt 70 Wochen auf der Schweizer Bestsellerliste, war nominiert für den Schweizer Buchpreis und wurde 2017 unter der Regie von Michael Steiner für das Kino verfilmt. Der Film war die erste Schweizer Produktion, die weltweit bei Netflix zu sehen ist.
Mit der Entdeckung von Anna Stern, deren Debütroman 2014 unter dem Titel «Schneestill» erschien und als unverlangtes Manuskript zum Verlag kam, begann eine weitere literarische Erfolgsgeschichte. Nach Anna Sterns zweitem Roman «Der Gutachter» (2016, Salis) und dem Erzählband «Beim Auftauchen der Himmel» (2017, lectorbooks) wurde sie mit einem Auszug aus dem Roman «Wild wie die Wellen des Meeres» 2018 zu den Tagen der deutschsprachigen Literatur in Klagenfurt eingeladen. Anna Stern erhielt dort den 3Sat-Preis für ihren Text, der Roman erschien 2019 bei Elster & Salis. 2020 erhielt Anna Stern für ihren vierten Roman «das alles hier, jetzt.» (Elster & Salis) den Schweizer Buchpreis. Die schwedische Übersetzung von «das alles hier, jetzt.» wurde 2023 mit dem Prisma-Award ausgezeichnet.

## Elster & Salis
Im Jahr 2019 beschlossen die Gesellschafter der Elster Verlagsbuchhandlung AG und der Salis Verlag AG die Fusion beider Verlage zur Elster & Salis AG, um eine Wachstumsstrategie zu verfolgen und unter dem Imprint Elster neu ein Programm mit übersetzter internationaler Belletristik aufzubauen. Per Ende 2019 wurde die Gesellschaft Salis Verlag AG aufgelöst. André Gstettenhofer war in der Folge bis Ende 2022 Verleger und Geschäftsführer von Elster & Salis.

## Autoren
Die wichtigsten Autorinnen und Autoren von Salis waren Thomas Meyer, Daniel Mezger, Anna Stern, Andrea Fischer Schulthess, Beat Gloor, Mireille Zindel, Oliver Demont, Erica Matile, Nadja Zimmermann, Andri Hinnen, Schreiber vs. Schneider (Sybil Schreiber und Steven Schneider), André Seidenberg, Shelley Kästner, Tom Zürcher und viele mehr.

## Auszeichnungen
- 2012: Nomination Thomas Meyer «Wolkenbruchs wunderliche Reise in die Arme einer Schickse» Schweizer Buchpreis[12]
- 2013: Nomination Verlag des Jahres, SBVV[19]
- 2018: 3sat-Preis für Anna Stern, Klagenfurt[14]
- 2019: Longlist Deutscher Buchpreis für Tom Zürchers Roman «Mobbing Dick»[20]
- 2020: Schweizer Buchpreis für Anna Sterns Roman «das alles hier, jetzt.»[15]
- 2023: Prisma Prize für LGBTQI+-Literatur für die schwedische Übersetzung von Anna Sterns Roman «das alles hier, jetzt.»[16]